# Les Accusés (Beckmann)
Pour les articles homonymes, voir Les Accusés.
Les Accusés est une huile sur toile réalisé en 1916, par Max Beckmann. Elle mesure 47,5 × 65 cm. Elle se trouve actuellement au Musée Kunsthalle de Brême en Allemagne.